# Issedon Paterae
Le Issedon Paterae sono una struttura geologica della superficie di Marte.